# EKF Danmarks Eksportkredit
EKF Danmarks Eksportkredit (tidligere kendt som Eksportkreditfonden) var en selvstændig offentlig finansieringsvirksomhed under Erhvervsministeriet, som var reguleret ved lov, og som hjalp danske virksomheder med at sikre finansiering af ordrer til udlandet. EKF ydede garantier til udenlandske kunder, som ville købe varer fra danske selskaber, og gik ind hvor forretningsbankerne enten ikke kunne eller ikke ville tage hele risikoen på en eksport. Dette gav danske virksomheder muligheden for at sælge deres produkter på kredit, hvilket kan være afgørende for, om en virksomhed vinder eller fastholder ordrer. EKF var dermed det, der på engelsk kaldes et export credit agency (ECA).
I 2023 blev virksomheden sammenlagt med Vækstfonden og Danmarks Grønne Investeringsfond i en ny og større statslig investeringsvirksomhed Danmarks Eksport- og Investeringsfond (EIFO).

## Historie og formål
Den statslige eksportkreditordning blev stiftet i 1922. På baggrund af anbefalinger fra det af Erhvervsministeriet nedsatte udvalg om forslag til reform af de statslige ordninger for eksportkreditgaranti og finansiering, jf. betænkning nr. 1295, samledes i 1996 flere statslige finansielle eksportordninger i EKF med lov nr. 1070 af 20. december 1995 om Dansk Eksportkreditfond m.v. Målet med loven var at effektivisere det danske eksportkreditsystem, gøre det mere kundeorienteret og sikre den løbende produktudvikling og tilpasning, som den internationale konkurrence på området fordrer. Loven blev revideret i 1996, i 1999 og i 2016.
Ifølge Lov 2016-02-03 nr. 104 om EKF Danmarks Eksportkredit havde EKF "til formål at fremme danske virksomheders muligheder for eksport og internationalisering, deltagelse i den globale værdikæde og opdyrkelse af nye markeder gennem international konkurrencedygtig finansiering og risikodækning."
1. januar 2023 blev EKF sammenlagt med to andre statslige investeringsfonde, Vækstfonden og Danmarks Grønne Investeringsfond, i den nye Danmarks Eksport- og Investeringsfond (forkortet EIFO). Formålet var at skabe én fælles indgang til risikovillig kapital fra staten. De tre fonde blev i første omgang datterselskaber under EIFO, men blev helt nedlagt tre måneder senere, 1. april 2023.

## Virksomhed
I 2020 havde EKF engageret sig i at hjælpe danske virksomheder i udlandet for tæt på 106 milliarder kroner. Antallet af kunder var oppe på 689 og nyudstedelser var på 23 milliarder kroner. Med 746 millioner kr i overskud blev det samtidig det bedste resultat i hele EKF’s knap 100-årige historie.
EKF spillede en stor rolle for vindmølleproducenten Vestas i forhold til at udbrede vindteknologi globalt. I Danmarks Grønne Fremtidsfond, der blev oprettet med finansloven for 2020 og som skal hjælpe og støtte eksport og udvikling af grøn teknologi, administreres 14 milliarder kroner (ud af 25 milliarder) af EKF. I 2022 reserverede EKF 447 millioner kroner som medfinansiering af sit første projekt for flydende havmøller.

## Sagen om minen i Teghut
Siden 2017 fik EKF en del opmærksomhed i offentligheden på grund af sagen om minen Teghut i det nordlige Armenien. EKF’s medarbejdere monitorerede og havde – sammen med FLSmidth og det armenske mineselskab Vallex – ansvar for opførelsen og driften af mineanlægget. I 2017 valgte EKF at trække sig ud af projektet på grund af rapporterede brud på menneskerettigheder og ødelæggelse af miljø. Ifølge daværende direktør Anette Eberhard var det første gang, at EKF måtte forlade et projekt før tid.
I en rapport af ekspert i forvaltningsret Oluf Jørgensen kom det siden frem, at Erhvervsministeriet på baggrund af sagen ønskede at give medarbejderne i EKF absolut tavshedspligt. Den øgede lukkethed forklarede nuværende erhvervsminister Simon Kollerup med hensynet til Danmarks konkurrenceevne og risikoen for, at grønne eksportører kunne tabe ordrer i udlandet.
I lighed med PensionDanmark ønskede EKF ikke at give de berørte armeniere oprejsning for projektets skadelige konsekvenser. I stedet hæftede EKF sig ved at den statsejede virksomhed ikke havde lidt tab.